# بيتر هيل وود
بيتر دينيس هيل وود (Peter Denis Hill-Wood) رجل أعمال بريطاني ورئيس نادي أرسنال لكرة القدم ما بين سنتي 1982 و2013، ولد في 25 فبراير 1936.